# 5-та ударна армія (СРСР)
П'ята уда́рна а́рмія (5 УдА) — загальновійськова армія у складі Збройних сил СРСР під час Німецько-радянської війни з 9 грудня 1942 по грудень 1946.

## Історія
Сформована на базі 10-ї резервної армії. Формуванням займались генерал-лейтенант В'ячеслав Цвєтаєв та полковник Ісмаїл Булатов.

## Командування
- Командувачі:
  - генерал-лейтенант Попов М. М. (грудень 1942);
  - генерал-лейтенант, з вересня 1943 генерал-полковник Цвєтаєв В. Д. (грудень 1942 — травень 1944);
  - генерал-лейтенант, з квітня 1945 генерал-полковник Берзарін М. Е. (травень 1944 — до кінця війни).

## Структура
- 44-та гвардійська гарматна артилерійська бригада (СРСР)